# رافاييل نافارو (لاعب كرة قدم)
رافاييل نافارو هو لاعب كرة قدم برازيلي في مركز الوسط، ولد في 14 أبريل 2000 في كابو فريو في البرازيل. لعب مع نادي فلومينينسي.